# IC 3082
IC 3082 је спирална галаксија у сазвјежђу Береникина коса која се налази на листи објеката дубоког неба у Индекс каталогу.
Деклинација објекта је + 23° 50' 31" а ректасцензија 12h 16m 12,1s. Привидна величина (магнитуда) објекта IC 3082 износи 15,2 а фотографска магнитуда 16,0.